# Kirche Gülzowshof

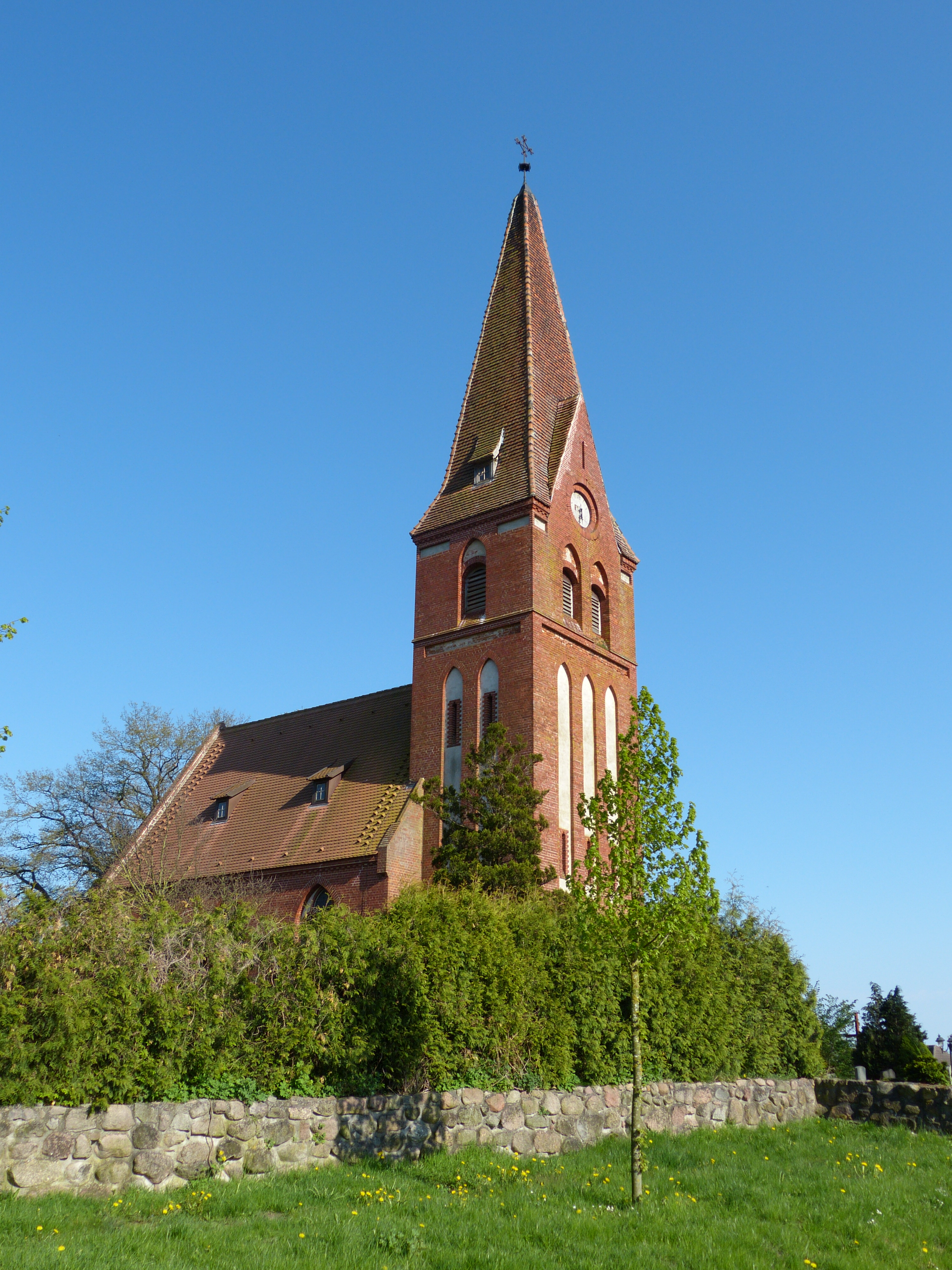
Kirche Gülzowshof

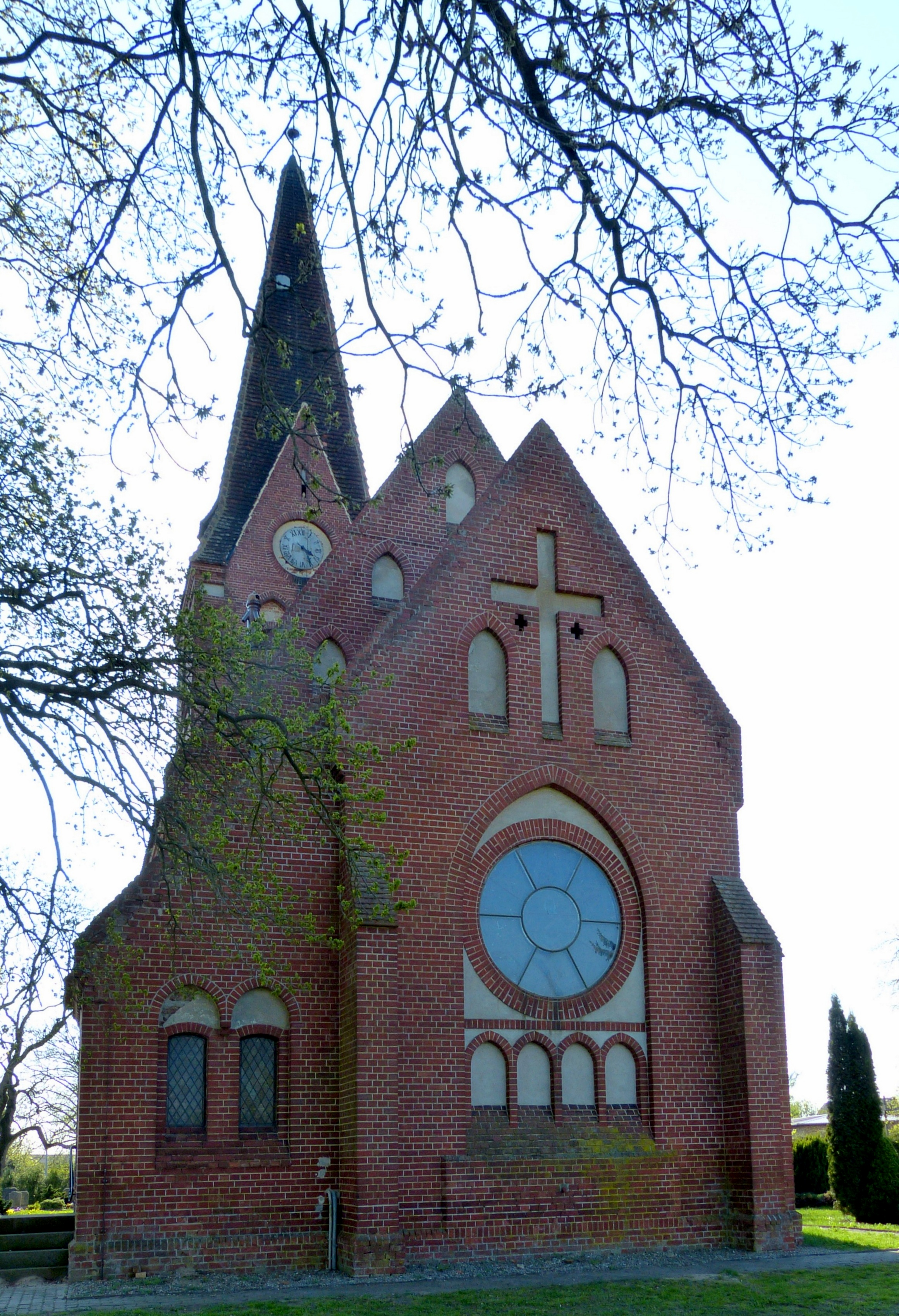
Ostgiebel

Die Kirche Gülzowshof befindet sich im Ortsteil Gülzowshof der Stadt Loitz. Sie gehört seit 2012 zur Propstei Demmin im Pommerschen Evangelischen Kirchenkreis der Evangelisch-Lutherischen Kirche in Norddeutschland. Vorher gehörte sie zum Kirchenkreis Demmin der Pommerschen Evangelischen Kirche.
Ein früherer Bau wurde im Dreißigjährigen Krieg geplündert und verwüstet. Marketender der Truppen des Generals Matthias Gallas sollen die Glocken der Kirche in Rostock verkauft haben. 1694 stürzte der Kirchturm ein.
1841 wurde ein Neubau errichtet. Dieser Backsteinbau war rechtwinklig geschlossen, mit einer überwölbten Vorhalle am
Westgiebel und einem kleinen Turm in der Giebelmitte.
Der heutige Bau wurde 1900 fertiggestellt. Orgel und Kirchengestühl stammen aus dem Vorgängerbau. Der Westturm ist durch Blenden und ein Gesims unterhalb der Schallöffnungen des Geläuts gegliedert. Das Geläut besteht seit 1997 wieder aus drei Glocken. Der vierseitige, leicht eingezogene Spitzhelm hat an West- und Ostseite spitzwinklige Dreiecksgiebel, in denen sich je ein Zifferblatt der Turmuhr befindet. Der eingezogene Chor hat einen rechtwinkligen Abschluss. In einem Rundfenster ist der auferstandene Jesus Christus dargestellt.